# Об'єднана програма Організації Об'єднаних Націй з ВІЛ/СНІД
Об'єднана програма Організації Об'єднаних Націй по ВІЛ/СНІД  або ЮНЕЙДС (англ. Joint United Nations Programme on HIV/AIDS скорочено UNAIDS) — об'єднання органів ООН, створена для всебічної, скоординованої боротьби в глобальному масштабі з епідемією ВІЛ і СНІДу та її наслідками.
Місія ЮНЕЙДС — керувати, посилювати та підтримувати заходи з боротьби з ВІЛ та СНІД, що включає запобігання передачі ВІЛ, надання допомоги та підтримки тим, хто вже живе з вірусом, зменшення вразливості людей та громад до ВІЛ та пом'якшення впливу епідемії. ЮНЕЙДС прагне запобігти тому, щоб епідемія ВІЛ/СНІДу перетворилася на важку пандемію.
Штаб-квартира ЮНЕЙДС розташована в Женеві, Швейцарія. ЮНЕЙДС є членом Групи розвитку ООН. В даний час уродженка Уганди Вінні Бянима очолює ЮНЕЙДС як виконавча директорка. Колишні виконавчі директори — Пітер Піот (1995—2008) та Мішель Сідібе (2009—2019).

## Співзасновники ЮНЕЙДС
- Дитячий фонд ООН (ЮНІСЕФ)
- Всесвітня Продовольча Програма ООН (ВПП ООН)
- Програма розвитку ООН (ПРООН)
- Фонд народонаселення ООН
- Управління ООН з наркотиків і злочинності (УНП ООН)
- Міжнародна організація праці (МОП)
- Організація Об'єднаних Націй з питань освіти, науки та культури (ЮНЕСКО)
- Всесвітня організація охорони здоров'я (ВООЗ)
- Всесвітній банк
- Управління Верховного комісара ООН з прав біженців (УВКБ ООН)

## Ресурси
- Офіційний сайт
- ЮНЕЙДС: Україна
- Глобальный мониторинг эпидемии СПИДа 2017. Индикаторы для мониторинга выполнения Политической декларации ООН по ВИЧ/СПИДу (2016)
- СПИД в цифрах 2015
- Руководство ЮНЭЙДС по терминологии 2015 г.
- ЮНЭЙДС. Доклад о глобальной эпидемии СПИДа, 2006 Файл PDF, 2,7 MB